# Melceü't-Tabbâhîn
Melceü't-Tabbâhîn (en turco otomano: ملجأ الطباخين), traducible al castellano como ‘Santuario de los cocineros’, es un libro de cocina publicado por Mehmed Kâmil en Estambul en 1844, y es considerado el más importante para conocer la gastronomía del Imperio otomano, base de la actual cocina turca. No es el primer libro de cocina turco u otomano, pues este mérito le corresponde al Ağdiye Risâlesi, escrito por Dürrîzâde Nurullah Mehmed Efendi entre 1775 y 1778. Aun así, Melceü't-Tabbâhîn sentó nuevos estilos de cocina más modernos y occidentales en Turquía, y tendría mucha influencia en libros de cocina posteriores.
El libro se divide en doce capítulos y contiene 284 recetas de comidas y bebidas de distinto tipo: sopas, ensaladas, kebabs, chuletas, guisos, mezes, repostería, etcétera.

## Reediciones
El libro fue editado en Turquía nueve veces entre 1844 y 1888. Fue traducido al inglés por Türabı Efendi y publicado dos veces en Londres en 1864 y 1884. La edición de 1873 del libro fue traducida al árabe por Mehmet Sıtkı y publicada en El Cairo en 1886. En la actualidad, ha sido reeditado en 1997 y 2015.